# Dischidia polilloensis
Dischidia polilloensis là một loài thực vật có hoa trong họ La bố ma. Loài này được Kloppenb. mô tả khoa học đầu tiên năm 1997.